# والتر ویلر

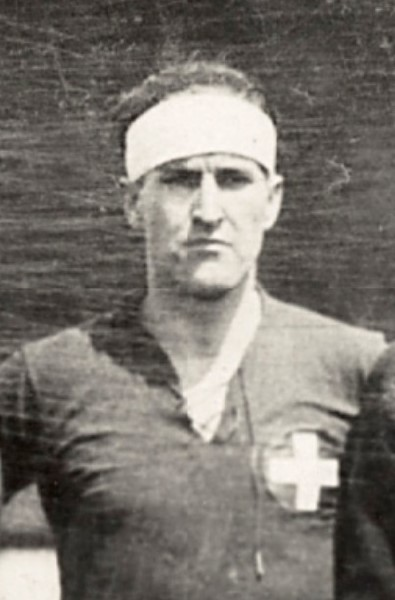
والتر ویلر در سال ۱۹۲۸

والتر ویلر (انگلیسی: Walter Weiler; ۴ دسامبر ۱۹۰۳ – ۴ مهٔ ۱۹۷۵) بازیکن فوتبال اهل سوئیس بود.
از باشگاه‌هایی که در آن بازی کرده‌است می‌توان به باشگاه فوتبال گراس‌هاپر زوریخ و باشگاه فوتبال لو آور اشاره کرد.